# サムソンとデリラ (グエルチーノ)
『サムソンとデリラ』（仏: Samson et Dalila、英: Samson and Delilah）は、イタリアのバロック絵画の巨匠グエルチーノが1654年にキャンバス上に油彩で制作した絵画である。『旧約聖書』の「士師記」(16:4-21) にあるサムソンの物語を主題としている。現在、ストラスブール美術館に所蔵されている (目録番号316)。

## 作品

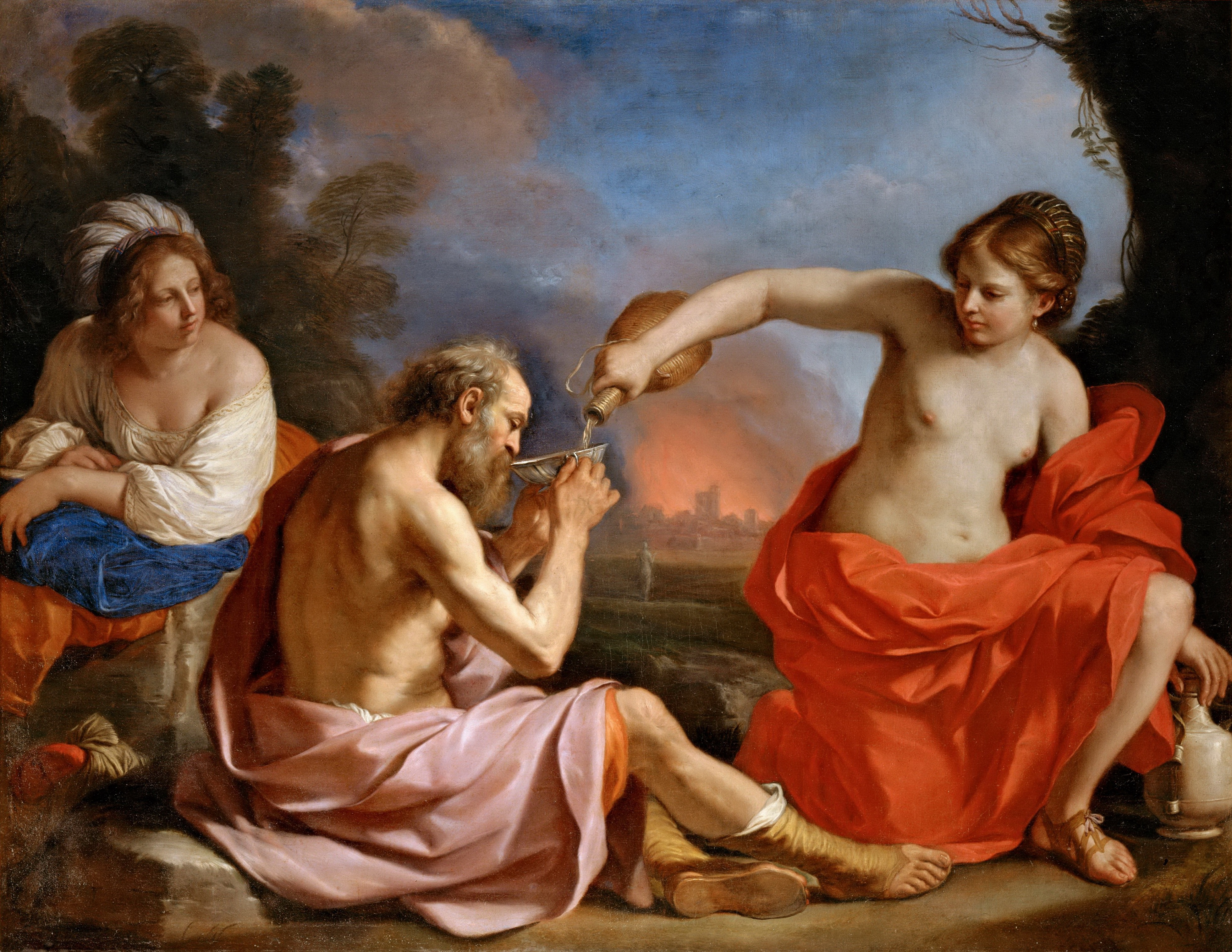
グエルチーノ『ロトとその娘たち』 (1651年)、ルーヴル美術館、パリ

この作品と対作品の『ロトとその娘たち』 (ルーヴル美術館) はカルロ2世・ゴンザーガ＝ネヴェルスのために描かれ、1657年に手渡された。作品は1715年から1720年の間に売却され、後にジョン・チャールズ・ロビンソンの所有となった。彼は1893年に作品をストラスブール美術館に寄贈したが、それは彼のコレクションから何点かの作品を購入していた美術館館長のヴィルヘルム・フォン・ボーデとの間の友情の印であった。なお、以前の出版物では、作品が寄贈された年は1896年となっていた。
「士師記」によれば、サムソンは素手でライオンを殺し、1人で1000人も倒すほどの怪力を持っていたが、一方で女にはだらしなかった。ある時、サムソンは敵対するペリシテ人の女デリラに惚れ、髪の毛を切られると力がなくなるという自身の弱点を彼女に教えてしまう。その後、彼は髪の毛を切られ、力を失い、両目を抉られて投獄された。
本作では、「士師記」にある記述とは異なるものの、『ユダヤ古代誌』においてフラウィウス・ヨセフスが述べたように、左側にいるデリラはハサミを手に自分自身でサムソンの髪の毛を切っている (『聖書』では、男がこの役目を果たすために呼ばれる)。彼女の胸ははだけ、胴衣はほどけて赤いズボンの上に落ちている。彼女の膝の上で眠るサムソンは兵士の服装をしている。右側の柱の背後には、ペリシテ人たちが彼を捕えようと待っているところである。彼らのうち一番手前にいる人物は鎧を身に着けている。背後の2人は17世紀の衣服姿である。非常に暗い背景は、何本かの木と雲に覆われた空からなる。
厳格な構図、抑制された色調、デリラの彫塑的横顔は、グエルチーノ晩年の古典主義様式の特徴である。なお、この絵画と対作品『ロトとその娘たち』の主題は、泥酔の危険に対する警告となっている。
この絵画のための準備素描 (所在地は不明) では、デリラが半身で表されており、表情はより少女に近く、それほどアスリート的な体型をしていない。